# Ros Tower
El Ros tower es el primer hotel 5 estrellas de la Ciudad de Rosario, provincia de Santa Fe en Argentina.
Fue inaugurado el 12 de diciembre de 2006, con la presencia del gobernador de la provincia de Santa Fe Jorge Obeid.

## Características
Entre todos los lujos posee un spa, piscina climatizada, hidromasajes, desayuno buffet. Posee 139 habitaciones que cuentan con televisores de plasma de 32" y DVD. Actualmente se está construyendo un centro de convenciones con capacidad simultánea para 3000 personas.

## Ubicación
El edificio se encuentra en Mitre 295, en pleno centro de Rosario. Las habitaciones más altas tiene vista panorámica al río Paraná. La forma del edificio es llamativa, pues el hotel termina en una pirámide vidriada. El edificio tiene 17 pisos y 60 metros de altura, su estilo arquitectónico es moderno y sobresale del entorno.